# Denys Bojko
Denys Oleksandrovytsj Bojko (Oekraïens: Денис Олександрович Бойко) (Kiev, 29 januari 1988) is een Oekraïens voetballer die als doelman speelt. Hij tekende in januari 2016 bij Beşiktaş JK, dat hem overnam van Dnipro Dnipropetrovsk. Bojko debuteerde in 2014 in het Oekraïens voetbalelftal.

## Clubcarrière
Bojko is afkomstig uit de jeugdopleiding van Dynamo Kiev. Op 9 mei 2010 debuteerde hij in het eerste elftal tegen Metaloerh Zaporizja. Daarvoor deed de doelman al wedstrijdervaring op in de Oekraïense competitie bij Obolon Kiev. Gedurende het seizoen 2011/12 werd hij uitgeleend aan Kryvbas Kryvy Rih. Tijdens het seizoen 2013/14 werd hij uitgeleend aan Dnipro Dnipropetrovsk. In 2014 nam Dnipro Dnipropetrovsk Bojko definitief over. Op 20 januari 2016 is hij overgestapt naar de Turkse topclub Beşiktaş JK in Istanboel. Hij tekende daar een nieuw contract tot 30 juni 2020.

## Interlandcarrière
Bojko debuteerde op 18 november 2014 in het Oekraïens voetbalelftal, in een oefeninterland tegen Litouwen. Het duel eindigde in 0–0. Hij speelde op 31 maart 2015 zijn tweede interland, een oefenwedstrijd tegen Letland. Bojko werd op 19 mei 2016 opgenomen in de Oekraïense selectie voor het Europees kampioenschap voetbal 2016. Oekraïne werd in de groepsfase uitgeschakeld na nederlagen tegen Duitsland (0–2), Noord-Ierland (0–2) en Polen (0–1).
| Interlands van Denys Bojko voor Oekraïne | Interlands van Denys Bojko voor Oekraïne | Interlands van Denys Bojko voor Oekraïne | Interlands van Denys Bojko voor Oekraïne | Interlands van Denys Bojko voor Oekraïne | Interlands van Denys Bojko voor Oekraïne |
| №                                        | Datum                                    | Wedstrijd                                | Uitslag                                  | Soort wedstrijd                          | Doelpunten                               |
| Als speler bij Dnipro Dnipropetrovsk     | Als speler bij Dnipro Dnipropetrovsk     | Als speler bij Dnipro Dnipropetrovsk     | Als speler bij Dnipro Dnipropetrovsk     | Als speler bij Dnipro Dnipropetrovsk     | Als speler bij Dnipro Dnipropetrovsk     |
| ---------------------------------------- | ---------------------------------------- | ---------------------------------------- | ---------------------------------------- | ---------------------------------------- | ---------------------------------------- |
| 1.                                       | 18 november 2014                         | Oekraïne – Litouwen                      | 0 – 0                                    | Vriendschappelijk                        |                                          |
| 2.                                       | 31 maart 2015                            | Oekraïne – Letland                       | 1 – 1                                    | Vriendschappelijk                        |                                          |
| 3.                                       | 9 juni 2015                              | Georgië – Oekraïne                       | 1 – 2                                    | Vriendschappelijk                        |                                          |
| Als speler bij Beşiktaş JK               |                                          |                                          |                                          |                                          |                                          |
| 4.                                       | 24 maart 2016                            | Oekraïne – Cyprus                        | 1 – 0                                    | Vriendschappelijk                        |                                          |

Bijgewerkt op 22 juni 2016.